# بيتر دوجت
بيتر دوجت (بالإنجليزية: Peter Doggett)‏ هو صحفي الموسيقى بريطاني، ولد في 30 يونيو 1957.